# Kitija Laksa
Kitija Laksa (Riga, 21 maggio 1996) è una cestista lettone.

## Carriera
È stata selezionata dalle Seattle Storm al primo giro del Draft WNBA 2020 (11ª scelta assoluta).
Con la Lettonia ha disputato i Campionati mondiali del 2018 e tre edizioni dei Campionati europei (2013, 2015, 2017).
In forza col Famila Schio dal settembre del 2021 ha vinto il trofeo MVP sia nella Supercoppa 2021 che nella Coppa Italia 2022 e infine anche nella finale della Serie A1 2021-2022.

## Palmarès
- Campionato italiano: 2
Famila Schio: 2021-22, 2024-25
- Coppa Italia: 2
Famila Schio: 2022, 2025
- Supercoppa italiana: 1
Famila Schio: 2021